# Studia Gnesnensia
Studia Gnesnensia – czasopismo naukowe będące rocznikiem wydawanym w Gnieźnie. Pierwszy numer czasopisma opublikowano w 1936 r. Do 1939 r. wydano 17 tomów pisma. Publikowanie czasopisma wznowiono w 1975 r. jednak nie powrócono do wcześniejszej numeracji. W roczniku poruszane są zagadnienia z zakresu filozofii oraz teologii.       

## Redakcja czasopisma[2]
- ks. prof. dr hab. Marek Pyc – redaktor naczelny
- ks. lic. teol. Robert Nurski – sekretarz
- ks. prof. dr hab. Jerzy Stefański – redaktor tematyczny
- o. prof. zw. dr hab. Adam Ryszard Sikora OFM – redaktor tematyczny
- ks. prof. dr hab. Bogdan Czyżewski – redaktor tematyczny
- ks. dr hab. Andrzej Bohdanowicz, prof. UAM – redaktor tematyczny